# Mehmed Beg
Mehmed Beg fou emir del Beilicat de Germiyan. Fou anomenat Cakhshdan.
Abans de pujar al tron el seu pare el va enviar a reconquerir les regions de Simaw i Kula que havien estat ocupades pels catalans i entregades per aquests als romans d'Orient, i que va recuperar.
Va succeir el seu pare Yakub Beg I en una data no coneguda exactament després del 1320. Després del 1335 la nominal sobirania mongol, si encara era respectada, va deixar d'existir. L'estat va perdre la prosperitat de què havia gaudit sota el seu pare.
Va morir en data incerta però com que el seu fill i successor Sulayman Shah Beg ja regnava el 1363, va haver de ser abans d'aquesta data, vers 1360.